# Francesco Grandjacquet
Francesco Grandjacquet (Roma, 21 aprile 1904 – Roma, 21 dicembre 1991) è stato un attore italiano.

## Biografia
È stato interprete del ruolo del partigiano Francesco, fidanzato della protagonista Anna Magnani in Roma città aperta di Roberto Rossellini nel 1945. Non ha avuto un'eclatante carriera ma la sua attività come attore si è sviluppata lungo un arco di due decenni, fra il 1943 e il 1962.

## Filmografia
- Inviati speciali, regia di Romolo Marcellini (1943)
- Roma città aperta, regia di Roberto Rossellini (1945)
- L'apocalisse, regia di Giuseppe Maria Scotese (1946)
- Desiderio, regia di Roberto Rossellini e Marcello Pagliero (1946)
- Roma città libera, regia di Marcello Pagliero (1948)
- L'assassino, regia di Elio Petri (1961)
- Una storia milanese, regia di Eriprando Visconti (1962)